# Dostawa na telefon
Dostawa na telefon (ang. Outsourced, 2010-??) – amerykański serial komediowy nadawany przez stację NBC od 23 września 2010 do 12 maja 2011 roku. Powstała jedna seria, produkcji następnych zaniechano. W Polsce jest nadawany od 4 kwietnia 2011 roku na kanale Comedy Central Polska.

## Opis fabuły
Todd dowiaduje się, że jego dział został rozwiązany, a firma wysyła go do Indii, aby kierował tam jej call center. W nowym miejscu pracy Todd przeżywa szok kulturowy. Jego zachowanie również budzi zdumienie wśród nowych podwładnych. Mimo różnic kulturowych, między Toddem a jego współpracownikami dość szybko pojawia się nić porozumienia, a nawet początki przyjaźni.

## Obsada
- Ben Rappaport jako Todd Dempsy
- Rizwan Manji jako Rajiv Gidwani
- Sacha Dhawan jako Manmeet
- Rebecca Hazlewood jako Asha
- Parvesh Cheena jako Gupta
- Anisha Nagarajan jako Madhuri
- Diedrich Bader jako Charlie Davies
- Pippa Black jako Tonya